# Helixena sanctaemariae
Helixena sanctaemariae (Morelet & Drouët, 1857) é um caracol terrestre da família Hygromiidae, endémica nos Açores.